# Carpaccio
Carpaccio là một món ăn xuất xứ từ Ý, nhưng cũng rất phổ biến ở các nước lân cận như Pháp và Tây Ban Nha.
Người ta thái thật mỏng (khoảng 1 mm) thịt bò sống, cá sống... và rưới dầu ô liu cùng một chút chanh, để vào tủ lạnh và lấy ra ăn thật lạnh. Carpaccio bò và carpaccio cá hồi là những dạng thường hay thấy nhất trong các nhà hàng ở châu Âu, nhất là vào mùa hè vì khí hậu oi bức thích hợp với những món ăn nhẹ nhàng.

## Lịch sử
Carpaccio là tên gọi quốc tế một món ăn truyền thống của Ý với nguyên liệu là thịt sống. Cái tên được đặt cho món ăn này lần đầu tiên tại Venice, vào thời điểm diễn ra cuộc triển lãm tưởng nhớ họa sĩ người Venice Vittore Carpaccio vào khoảng năm 1950.
Món ăn này, dựa trên một đặc sản của vùng Piemonte có tên Carne cruda all'Albese (tiếng Ý: thịt sống Alba), do chủ quán Harry's Bar ở Venice là Giuseppe Cipriani sáng tạo ra và phổ biến. Ban đầu ông chế biến món ăn này nhằm để phục vụ cho nữ bá tước Amalia Nani Mocenigo khi ông biết rằng bác sĩ khuyên bà nên ăn thịt sống . Món ăn mang tên họa sĩ người Venice Vittore Carpaccio vì tông màu chính trong các tác phẩm của người họa sĩ này là đỏ và trắng .

## Nguyên liệu
Carpaccio truyền thống của Piemonte là những lát thịt bò thái rất mỏng được bày trên đĩa cùng với nước ướp thịt được làm từ chanh, dầu ô liu và những lát nấm cục trắng hoặc pho mát Parmesan, có thể có cải lông phủ lên trên cùng.
Thịt dùng để chế biến Carpaccio thường là thịt bò thăn, khi thái mỏng thì hương vị thơm ngon hơn là thịt bò phi lê. Vì món ăn sử dụng thịt sống nên thịt phải đảm bảo vệ sinh. 